# Carl Gustaf Pilo
Carl Gustaf Pilo, né à Nyköping le 5 mai 1711 et mort à Stockholm le 2 mars 1793, est un artiste et peintre suédois qui fut actif comme peintre de cour en Suède et au Danemark.

## Biographie
Pilo étudie d'abord auprès du peintre Crisman à Stockholm. Après quelques années à Stockholm, il se rend à Vienne en 1734 et y reste deux ans. Puis il retourne en Suède, s'installe à Scanie et peint pour la noblesse scanienne.
En 1741, il s'installe à Copenhague où il obtient un poste de professeur de dessin pour les cadets de terre et après quelques années également pour le prince héritier Christian VII. Pilo peint principalement des portraits et dans la période de 1748 à 1770, il peint un certain nombre de portraits de la famille royale danoise et de la cour. Il est nommé professeur à l'Académie royale des beaux-arts du Danemark et en prend la direction après Jacques Saly en 1771.
Après des désaccords avec la cour, il quitte le Danemark en 1772 et s'installe à Stockholm, où en 1778 il devient directeur de l'Académie royale suédoise des Beaux-Arts.